# 第121輜重連隊 (フランス軍)
第121輜重連隊（だいひゃくにじゅういちしちょうれんたい、121e régiment du train：121e RT）は、エソンヌ県Linas-Montlhéryに駐屯する、第1後方支援旅団隷下のフランス陸軍の後方支援連隊である。
兵種は輜重など、伝統的区分は輜重兵である。

## 沿革
- 1920年：第一次世界大戦終了後のフランス軍駐留先であるドイツマインツにて編成される。

## 最新の部隊編成
- 連隊本部
- 本部管理中隊
- 管理支援中隊
- 基幹業務中隊
- 第1補給中隊
- 第2補給中隊
- 第1輸送中隊
- 第2輸送中隊
- 道路運行中隊
- 基礎教育中隊
- 予備道路運行中隊
- 予備輸送中隊

## 任務
- 第1線部隊に対する補給支援
- 車両輸送支援
- 車両操縦手の教育

## 主要装備
- GIAT BM92-G1
- FA-MAS
- FR-F2
- AAT-F1
- AA-52
- 12.7mm重機関銃
- VAB
- P4
- TRM 2000
- TRM 4000
- TRM 10000
- GBC 180